# You Make Me Feel (Mighty Real)
«You Make Me Feel (Mighty Real)» (с англ. — Ты завставляешь чувствовать меня по-настоящему живым) — сингл американского исполнителя диско Сильвестера Джеймса, более известного как Сильвестер. Песня была выпущена на лейбле Fantasy Records в октябре 1979 года в качестве второго сингла к четвёртому студийному альбому певца, Step II (1978). Песня стала значительным клубным хитом, поднявшись на высокие позиции в чартах ряда европейских стран, и на первое место в американском танцевальном чарте Billboard Dance Club Songs. В 2024 году включена в список «500 величайших песен всех времён по версии журнала Rolling Stone», расположившись на 399-й позиции.
В 2003 году журнал Q Magazine поместил данную композицию в список «1001 лучшая песня всех времён». В 2019 году песня была помещена в Национальный реестр звукозаписи США как «представляющая культурную, историческую или эстетическую значимость». В 2023 и 2025 годах журнал Billboard включил ее в списки «500 лучших поп-песен всех времен» и «100 лучших танцевальных песен всех времен». Клип, опубликованный на видеохостинге YouTube, на 2025 год имеет более 28 миллионов просмотров.

## Позиции в чартах
| Еженедельные чарты (1978-1979): \| Страна \| Место \| \| ------------------------------------------- \| ----- \| \| Австралия (Kent Music Report) \| 16 \| \| Австрия (Ö3 Austria Top 40) \| 14 \| \| Бельгия (Ultratop 50 (Фландрия) \| 16 \| \| Великобритания (UK Singles Chart) \| 8 \| \| Западная Германия (GfK Music Entertainment) \| 35 \| \| Ирландия (IRMA) \| 11 \| \| Италия (Musica e dischi) \| 7 \| \| Канада (RPM) \| 54 \| \| Нидерланды (Single Top 100) \| 26 \| \| США (US Billboard Hot 100) \| 35 \| \| США (US Dance Club Songs) (Billboard) \| 1 \| \| Швейцария (Schweizer Hitparade) \| 6 \| \| Швеция (Sverigetopplistan) \| 14 \| |       |
| Страна | Место |
| Австралия (Kent Music Report) | 16    |
| Австрия (Ö3 Austria Top 40) | 14    |
| Бельгия (Ultratop 50 (Фландрия) | 16    |
| Великобритания (UK Singles Chart) | 8     |
| Западная Германия (GfK Music Entertainment) | 35    |
| Ирландия (IRMA) | 11    |
| Италия (Musica e dischi) | 7     |
| Канада (RPM) | 54    |
| Нидерланды (Single Top 100) | 26    |
| США (US Billboard Hot 100) | 35    |
| США (US Dance Club Songs) (Billboard) | 1     |
| Швейцария (Schweizer Hitparade) | 6     |
| Швеция (Sverigetopplistan) | 14    |